# Contea di Liangdang
La contea di Liangdang (两当县S, Liǎngdāng XiànP) è una contea della Cina, situata nella provincia del Gansu.